# Чавар-Калає (Центральний бахш, шагрестан Рудсар)
Чавар-Калає (перс. چوركلايه) — село в Ірані, у дегестані Реза-Махале, в Центральному бахші, шагрестані Рудсар остану Ґілян. За даними перепису 2006 року, його населення становило 59 осіб, що проживали у складі 19 сімей.